# Tour d'Azerbaïdjan (Azerbaïdjan)
Ne pas confondre avec le Tour d'Iran - Azerbaïdjan qui s'est appelé Tour d'Azerbaïdjan entre 1986 et 2012.
Le Tour d'Azerbaïdjan est une course cycliste par étapes azerbaïdjanaise. Créée en 2012, sous le nom d'Heydar Aliyev Anniversary Tour, elle était réservée cette année-là aux coureurs de moins de 23 ans en catégorie 2.2U à l'UCI Europe Tour 2012. Depuis 2013, elle prend le nom de Tour d'Azerbaïdjan et est en catégorie 2.1 depuis 2014 à l'UCI Europe Tour et n'est plus réservée qu'aux espoirs. La course n'est pas à confondre avec le Tour d'Azerbaïdjan qui lui se déroule dans la région de l'Azerbaïdjan iranien en Iran.

## Palmarès
| Année                                 | Vainqueur       | Deuxième              | Troisième            |
| ------------------------------------- | --------------- | --------------------- | -------------------- |
| Heydar Aliyev Anniversary Tour (2.2U) |                 |                       |                      |
| 2012                                  | Youcef Reguigui | Kiril Yatsevich       | Bakhtiyar Kozhatayev |
| Tour d'Azerbaïdjan (2.2)              |                 |                       |                      |
| 2013                                  | Serhiy Grechyn  | Oleksandr Surutkovych | Bakhtiyar Kozhatayev |
| Tour d'Azerbaïdjan (2.1)              |                 |                       |                      |
| 2014                                  | Ilnur Zakarin   | Vitaliy Buts          | Darren Lapthorne     |
| 2015                                  | Primož Roglič   | Jasper Ockeloen       | Matej Mugerli        |
| 2016                                  | Markus Eibegger | Rinaldo Nocentini     | Nikita Stalnov       |
| 2017                                  | Désattribué,    | Hermann Pernsteiner   | Oleksandr Polivoda   |